# Park Narodowy Gorgona
Park Narodowy Gorgona (hiszp. Parque nacional natural Gorgona) – park narodowy w Kolumbii należący administracyjnie do departamentu Cauca. Został utworzony 19 lipca 1984 roku i zajmuje obszar 605,04 km² (w tym 586,53 km² wód morskich). W 2008 roku został zakwalifikowany przez BirdLife International jako ostoja ptaków IBA.

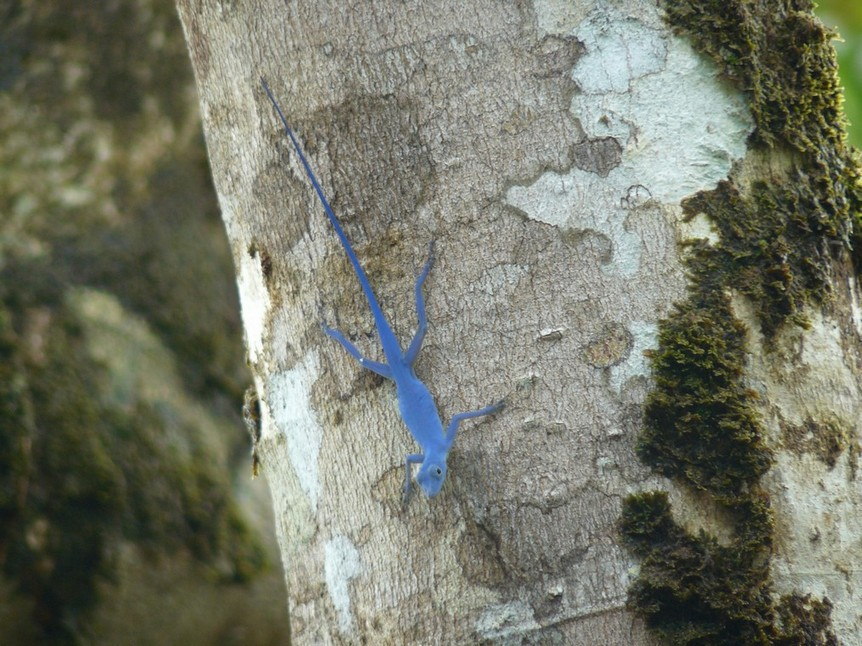
Jaszczurka Anolis gorgonae

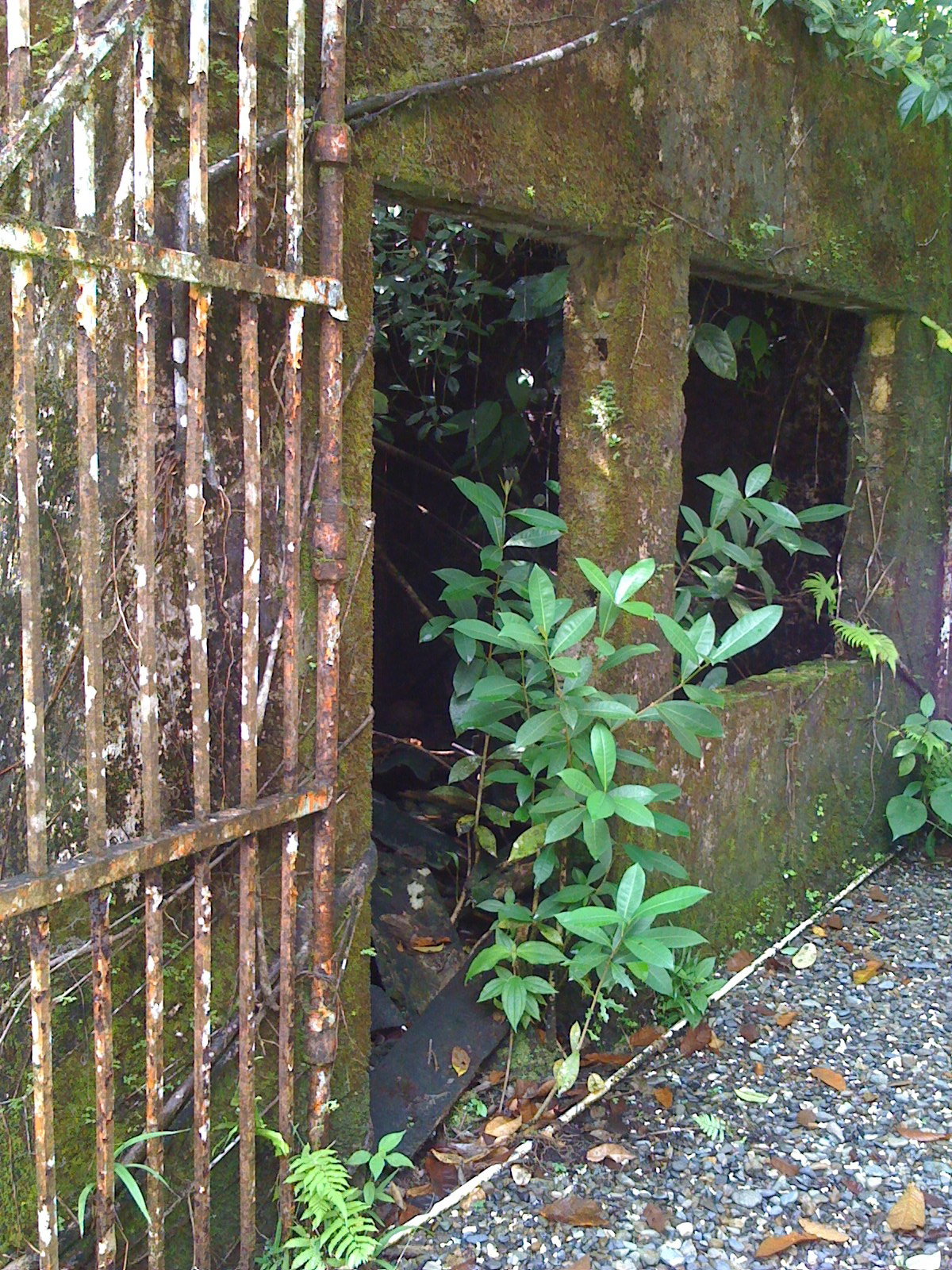
Ruiny opuszczonego więzienia

## Opis
Park obejmuje dwie wyspy (duża Gorgona, niewielka Gorgonilla) i kilka skał na Oceanie Spokojnym u wybrzeży Kolumbii (30 km od stałego lądu) oraz duży obszar wód oceanicznych wokół wysp. Wyspy nie mają stałych mieszkańców. Gorgona jest górzysta (najwyższe wzniesienie 338 m n.p.m.). Znajdują się tu dwa jeziora oraz kilkanaście strumieni.
Wielu hiszpańskich konkwistadorów zostało ukąszonych przez jadowite węże na wyspach i dlatego Francisco Pizarro w 1527 roku nadał im nazwę od gorgon z mitologii greckiej. Gorgona była latach 1959–1984 więzieniem o zaostrzonym rygorze dla najgroźniejszych przestępców. W 1984 roku więzienie zamknięto i powstał tu park narodowy.
Park chroni wilgotny las równikowy (85 procent powierzchni lądowej parku) oraz rafy koralowe wokół wysp. Średnie roczne temperatury w parku wahają się od +25 °C do +30 °C.

## Flora
W parku odnotowano 46 gatunków mchów, 83 gatunki porostów, 43 gatunki wątrobowców, 85 gatunków makroglonów morskich i 508 gatunków roślin zielonych. Rośnie tu m.in.: Podocarpus guatemalensis spotykany zwykle w lasach mglistych na dużych wysokościach czy Caryodaphnopsis theobromifolia występująca tylko, oprócz Gorgony, w okolicach rzeki Palenque w Ekwadorze.

## Fauna
Na wyspach zarejestrowano m.in. 14 gatunków płazów, 56 gatunków gadów, 148 gatunków ptaków.
Występuje tu wiele gatunków endemicznych takich jak m.in.: narażona na wyginięcie (VU) kapucynka czarno-biała z podgatunku Cebus capuccinus curtus, leniwiec pstry z podgatunku Bradypus variegatus gorgon, kolczakowiec środkowoamerykański z podgatunku Proechimys semispinosus gorgonae, jaszczurka z gatunku Anolis gorgonae, ślimak z gatunku Dyrmaeus gorgonensis, krab z gatunku Hypobolocera gorgonensis, skorpion z gatunku Ananteris gorgonae, chronka plamista z podgatunku Thamnophilus punctatus gorgonae, błękitniczek czerwononogi z podgatunku Cyanerpes cyaeneus gigas, cukrzyk z podgatunku Coereba flaveola gorgonae.
Na wybrzeżach wysp istnieją kolonie lęgowe pelikana brunatnego z podgatunku Pelecanus occidentalis murphyi i głuptaka białobrzuchego z podgatunku Sula leucogaster etesiaca.
Rafy koralowe tworzy 18 gatunków koralowców należących do 6 rodzin, głównie z rodzajów: Pocillopora, Pavona i Psammocora.